# 동북항일연군
동북항일연군(東北抗日聯軍, 영어: Northeast Anti-Japanese United Army, NAJUA)은 1936년 중국공산당 지도 아래 만주에서 만들어진 항일투쟁을 주도한 군사조직이다. 만주에서 활동하고 있는 조선인과 중국인의 유격부대를 중국공산당의 주도로 통합한 군사조직이다. 조선민주주의인민공화국의 주요 인사였던 김일성, 김책, 최현, 최용건, 오진우, 리을설, 최광 등도 이 항일연군에 참여했다. 당시 만주에 있던 수많은 항일계열 군사조직 중에 제일 큰 세력을 형성하였다
1945년 8.15 해방 이후 동북항일연군의 조선인들은 북조선인민위원회와 조선민주주의인민공화국의 건국에 참여하였다.

## 창설 및 활동목표와 행동강령
동북항일연군은 만주국의 각 지방에 존재한 중국공산당 지도하의 반일 유격대를 기반으로 창설되었다. 1935년, 모스크바에서 열린 코민테른 7차 대회에서 통일 인민전선의 결성이 호소되자, 중국공산당도 8월 모든 항일운동을 당 지도하에 정리해 통일전선을 결성하기로 결정하였다. 이를 계기로 1936년부터 만주 각지의 동북인민혁명군의 재편성을 시작하여, 동북항일연군을 창설했다.

## 편성
처음 만들어졌을 때에는 제1군으로부터 제11군까지 존재했으며, 제1군, 제2군이 남만주에서, 제4, 5, 7, 8, 10군이 동만주, 제3, 6, 9, 11군이 북만주에서 활동하였다. 후에 남만주의 군은 제1로군으로 동만주의 군은 제2로군으로 북만주의 군은 제3로군으로 재편성되었다.

## 활동
제1로군이 활동하고 있던 남만주는 조선과의 국경지대였고 전투가 잦았기 때문에, 제1로군의 활동은 조선에서도 널리 알려졌다.보천보 전투 이전부터 제1군의 김일성이나 최현( 제1로군 제 4사의 단장으로, 후의 조선민주주의인민공화국 인민무력부장)의 이름은 조선일보와 같은 신문등을 통해 조선에 알려져 있었다. 일본은 김일성이나 최현에 현상금을 걸었다. 이들 신문에서는 그들을 도적떼로 비난해, 피해를 받은 주민에게 동정하는 논조가 지배적이었다. 이 시기의 조선에서는 언론은 일본 정부에 의하여 검열을 받았으므로 항일운동을 긍정적으로 보도하는 것은 거의 불가능하였다.
그 후도 만주국이나 일본군 관동군을 상대로 게릴라 활동을 실시했기 때문에, 일본은 이를 식민지 지배·만주국 통치를 가로막는 장해물로 간주하여 철저한 탄압을 하였다. 일본은 만주국의 경찰·군대나 관동군 등을 동원해 게릴라의 거점이나 협력하는 촌락 등을 섬멸하고, 이것과 병행하여 집단 부락을 건설하여 그들의 활동을 고립시키고, 귀순 공작 등의 수법을 이용해 동북항일연군을 탄압했다. 특히 집단 부락의 건설로 동북항일연군은 물자의 공급이 곤란해져 두메 산골에서의 게릴라전을 할 수밖에 없었다.
동북항일연군은 소련이나 중국 공산당으로부터 제한적 물자의 보급을 받았고 그 외에 만주국 내부에서도 동북항일연군에 비밀리에 협력하였고, 무기를 공여하는 사람이나 사적인 이익을 위해 무기를 밀매하는 사람이 있었다. 인원을 보급과 혁명과업인 전국해방을 위해서 만주 농가 및 특히 조선인부대로 알려진 조선인민혁명군은 북부조선을 중심으로한 사상교육과 조직화에 힘썼다. 물자나 인원의 보급 수단으로 볼 때에는 비합법 게릴라와 큰 차이 없다고 하는 연구자도 있다.
1937년에 제1로군 제2군 제6사(사장은 김일성)는 당시 일본의 식민지 지배하에 있던 함경남도(현재는 양강도) 보천보를 습격한 사건은 언론에 보도가 되어 한국 내에도 알려졌다.
동북항일연군의 전성기에는 참여인원이 1만명이 넘어 일본제국의 만주 및 중국 침략에 커다란 장애였다. 동북항일 연군은 한반도 내로 진공작전을 펼치기도 해, 일제의 조선 식민지 지배에도 위협으로 작용했다.
1939년부터 관동군과 만주국군의 마지막 특설대 등에 의한 대규모 소탕 작전을 전개하여 동북항일연군은 양징위,(楊靖宇), 이홍광,(동북인민혁명군 35년 전사)허형식 등 많은 전사자를 내었고 전광 등이 일본에 귀순하였다. 1940년 일제는 관동군을 76만명으로 늘려 항일연군 토벌을 강화했다. 저우바오중,(88연대장 중공 중국인) 최용건, 김책, 김일성 (88대대장) 등 남은 사람들도 물자가 부족하여 활동의 지속하기 어려워져 소련영토로 이동해서 소련의 지원하에 군사활동을 계속했다. 항일연군 1~3로군의 지도부와 잔여 병력들의 상당수는 1941년까지 소련 영내로 이동했다. 1942년까지, 전사·귀순하고 있지 않는 구성원은 소련에 탈출하였으므로 동북항일연군은 소멸했다.

## 소련 망명 후
소련에 망명한 구성원은, 제88 특별 여단(교도 여단)에 편입되었다. 여단장은 저우바오중으로 러시아인도 참가하고 있는 것 이외는 그 성원이나 직책 등, 대체로 동북항일연군의 조직 구조를 유지하고 있었다. 소련 망명 후에도 그들은 수시로 만주영토와 북부조선에 잠입하여 정찰 및 기습, 민중조직화 등 작전을 수행하였다.
여단은 소규모 부대를 만주로 파견해 정찰임무를 수행하고, 주민들 사이에 들어가 비밀 조직을 만들어 내기도 하였다.
(전투행위는 최소한의 범위에서만 이루어졌다. 1943년 이후에는 이들 소규모 부대 활동은 급감하였고, 정찰활동에 한해 제한적으로 이루어졌다. 여단의 임무는 일본의 패망이후를 겨냥한 역량 보존에 맞추어지고 있었던 것이다.
출처: 한국민족문화대백과사전(소련극동전선군제팔팔독립보병여단(蘇聯極東戰線軍第八八獨立步兵旅團)))
1945년에 일본의 패전으로 조선이 식민지 지배로부터 해방되자 그들은 조선에 귀환하여 이북 지역의 당이나 군의 요직을 차지하였다. 그 후 남로당, 연안파, 갑산파(보천보의 싸움 등에서 동북항일연군과 함께 싸우다가 조선으로 잠복한 사람), 소련파(동북항일연군과는 별도로 소련으로부터 파견된 사람)를 숙청하여 북조선의 권력을 장악하였다.

## 같이 보기
- 홍군
- 중화소비에트공화국
- 코민테른
- 팔로군
- 한국의 독립운동
- 신사군

## 참고 문헌
- 신일철(申一澈), 중국(中國)의 『조선족항일열사전(朝鮮族抗日烈士傳)』 연구(硏究) - 동북항일연군(東北抗日聯軍)에서의 한인(韓人)들을 중심(中心)으로 - 『한국독립운동사연구 제2집』 pp.549-567, (독립기념관 한국독립운동사연구소, 1988년 11월)
- 김창순(金昌順), 만주 항일연군 연구(滿洲 抗日聯軍 硏究) 『국사관논총(國史館論叢) 第11輯』 (국사편찬위원회, 1990-07-15)
- 장세윤(張世胤),「해방 전후시기 만주지역 조선의용군과 동북항일연군의 동향」 『한국근현대사연구』 제42집 페이지 62~96, (한국근현대사학회, 서울, 2007-09)